# Oxira orphnina
Oxira orphnina är en fjärilsart som beskrevs av Rudolf Püngeler 1906. Oxira orphnina ingår i släktet Oxira och familjen nattflyn. Inga underarter finns listade i Catalogue of Life.